# Norrtälje kallbadhus
Norrtälje kallbadhus var ett kallbadhus i Norrtälje i mellersta Roslagen. Kallbadhuset hade omklädningshytter för kvinnor och män, tinnar och torn på taket, samt ett högre hopptorn en bit ut i vattnet. Norrtälje kallbadhus hörde till de större som byggdes på östkusten. Det var placerat i Norrtäljeviken, strax öster om Norrtälje.
Kallbad i Norrtälje hade etablerats i samband med att Norrtälje badanstalt öppnat 1844, och orten skulle komma att bli den första orten på östkusten dit människor vallfärdade för att bada havsbad. I början kom främst personer med medicinska åkommor, men efterhand kom sommarbadare och turister att dominera.
Badlivet och badanstalterna i Norrtälje blev startskottet, men följdes senare av fler orter på östkusten, med exempel som Öregrund, Grisslehamn, Furusund, Vaxholm, Dalarö och Nynäshamn, där badlivet växte starkt under hela den senare hälften av 1800-talet, något som även underlättades av ångbåtarnas intåg.
Norrtälje kallbadhus fanns kvar åtminstone fram till 1930-talet.